# Robert Davi
Robert John Davi (n. 26 iunie 1953, Astoria⁠(d), Queens, New York, SUA) este un actor american și un cântăreț. El a jucat diferite roluri: Agentul Special Johnson în Die Hard, fratele cântăreț al lui Fratelli, Jake, în The Goonies sau  Al Torres în filmul idol clasic Showgirls. Davi este probabil cel mai bine cunoscut pentru rolul său Franz Sanchez, un lord al drogurilor din filmul din 1989 din seria James Bond Licence to Kill. mai este celebru pentru rolul agentului Baily Malone din serialul de televiziune de la NBC, Profiler. În 2011 Davi s-a evidențiat cântând melodiile clasice ale lui Frank Sinatra.

## Filmografie
- Contract on Cherry Street (1977) (TV) - Mickey Sinardos, sechestratorul grec
- Charlie's Angels (1978) (serial TV) - Ritchie
- And Your Name Is Jonah (1979) (TV) - Dickie
- From Here to Eternity (1979) (mini serial TV) - Guard
- The Legend of the Golden Gun (1979) (TV) - William Quantrill
- City Heat (1984) - Nino
- The A-Team (1984) - Boyle (episodul "Sheriffs of Rivertown")
- The Goonies (1985) - Jake Fratelli
- Hunter (1985) (serial TV) - Sonny Dunbar
- The Equalizer (1986) (serial TV) - Michael Riegert
- Raw Deal (1986) - Max Keller
- Wild Thing (1987) - Chopper
- Terrorist on Trial: The United States vs. Salim Ajami (1988) (TV) - Salim Ajami
- Action Jackson (1988) - Tony Moretti
- L.A. Law (1988) (serial TV) - Dominic Simonetti
- Die Hard (1988) - Agent Special FBI Johnson
- Traxx (1988) - Aldo Palucci
- Licence to Kill (1989) - Franz Sanchez
- Wiseguy (1989) (serial TV) - Albert Cerrico
- Peacemaker (1990) - Det. Sgt. Frank Ramos
- Deceptions (1990) (TV) - Jack 'Harley' Kessler
- Maniac Cop 2 (1990) - Det. Sean McKinney
- Predator 2 (1990) - Căpitanul Phil Heinemann
- Amazon (1990) - Dan
- Legal Tender (1991) - Fix Cleary
- Under Surveillance (1991) -
- White Hot: The Mysterious Murder of Thelma Todd (1991) (TV) - Lucky Luciano
- FBI: The Untold Stories (????) (serial TV) - Donnie Brasco
- The Taking of Beverly Hills (1991) - Robert Masterson
- Wild Orchid II: Two Shades of Blue (1992) - Sully
- Center of the Web (1992) - Richard Morgan
- Illicit Behavior (1992) - Lt. Matt Walker
- Christopher Columbus: The Discovery (1992) - Martin Pinzon
- Maniac Cop III: Badge of Silence (1993) - Det. Sean McKinney
- Night Trap (1993) - Mike Turner
- Son of the Pink Panther (1993) - Hans Zarba
- Quick (1993) - Matthew Davenport
- No Contest (1994) - Sergeant Crane
- The Dangerous (1994) - Billy Davalos
- Blind Justice (1994) - Alacran
- The November Men (1994) (uncredited) - Robert Davi
- Cops and Robbersons (1994) - Osborn
- Cyber Vengeance (1995) - R.D. Crowley
- VR.5 (1995) (serial TV) - Simon Buchanan
- Codename: Silencer (1995) - Eddie Cook
- Delta of Venus (1995) (voce) - The Collector
- Showgirls (1995) - Al Torres
- Absolute Aggression (1996) - R. D. Crowley
- For Which He Stands (1996) - Carlito Escalara
- The Zone (1996) - Rowdy Welles
- An Occasional Hell (1996) - Trooper Larry Abbott
- The Beneficiary (1997) (TV) - Gil Potter
- The Bad Pack (1998) - McQue
- Batman Beyond (1999) (serial TV) (voce) - Dr. Mike Morgan
- My Little Assassin (1999) (TV) - Frank Sturgis
- The Pretender (1999–2000) (serial TV) - Agent Bailey Malone
- Profiler (1996–2000) (serial TV) - Agent Bailey Malone
- Soulkeeper (2001) - Mallion
- The Sorcerer's Apprentice (2002) - Merlin/Milner
- Verdict in Blood (2002) (TV) - Wade Waters
- Grand Theft Auto: Vice City (2002) (VG) (voce) - Colonel Juan Garcia Cortez
- The 4th Tenor (2002) - Ierra
- The Hot Chick (2002) - Stan, April's Dad
- Hitters (2002) - Nick
- One Last Ride (2003) - Father
- Call Me: The Rise and Fall of Heidi Fleiss (2004) (TV) - Ivan Nagy
- Karen Sisco (2004) (serial TV) - Denton
- Halo 2 (2004) (VG) (voce) - Rtas 'Vadumee (SpecOps Leader)
- Breaking Vegas (2005) (serial TV) - Narator
- In the Mix (2005) - Fish
- Huff (2006) (serial TV) - Dickins
- Scarface: The World Is Yours (2006) (VG) (voce)
- Stargate: Atlantis (2004–2006, 2008) (serial TV) - Commander Acastus Kolya
- The Dukes (2007) - Danny  (also: directorial debut)
- Halo 3 (2007) (VG) (voce) - Shipmaster Rtas 'Vadumee
- An American Carol (2008) - Aziz
- American Summer (2009) - Rolul său
- The Butcher (2009) - Murdoch
- Magic Man (2009) - Simpson
- Spring Break '83 (2010) - Dean Whitter
- Magic (2010) - Dr. David Ortero
- One in the Gun (2010) - Vincent
- Ballistica (2010) - Macarthur
- Kill the Irishman (2010) - Ray Ferritto
- Apocalypse Island (Documentary) (2010) - Narator
- Game of Death (2010) - Frank Smith
- Doonby (2011) - Șeriful Woodley
- Swamp Shark (2011) - Șeriful Watson
- Blood of Redemption - În compania răzbunării (2013)
- A Long Way Off (2014) - Frank
- Asteroid vs. Earth (2014) - Masterson
- Black Rose (2014) - Captain Frank Dalano
- Haapasalo Goes America (2014) - Self
- Lost Time / (2014)
- The Expendables 3: Eroi de sacrificiu (2014) - Goran Vogner
- The Goonies 2 (2014) - Jake
- Awaken (2015) - Quentin
- Club Life (2015) - Bobby
- Vampirul sicilian (2015) - Big Sal - The Don
- The Mob Priest (2015) - Monsignor Trovato
- Criminal (2016) - amiralul Lance
- Raging Bull II (2016) - Aaron Levy
- Spreading Darkness (2017) - Garvin McHulsey
- Bachelor Lions (2018) - Maurice
- Le Cinquième Cavalier  (2018) -  The Pope
- Timpul răzbunării (2018) - Romero
- Dark-Web  (2019) - Dr. Vance
- Feast of Fear (2019) - Dealer
- Mob Town (2019) - Vito Genovese
- The Legend of Catclaws Mountain (2022) - Mickey Berrelli
- 8 Winds  (2022) - John T. Conover
- Paper Empire  (2021) - episoade necunoscute
- Deported (2020) - Agent Buckholtz
- Răzbunarea,  (Pistolera, 2020)
- Unbelievable!!!!! (2020)
- Under the Dark (2020) - Hope